# Patrick Hanrahan
Patrick Hanrahan est un chercheur américain en infographie, professeur d'informatique et d'électrotechnique à l'université Stanford. Il a notamment reçu le prix Turing en 2019.

## Biographie
Patrick Hanrahan fait ses études à l'université du Wisconsin à Madison. Il y obtient en 1977 un BSc en ingénierie nucléaire, puis un PhD en biophysique en 1985.
Il travaille chez Pixar de 1986 à 1989 et participe au développement de RenderMan. Il est notamment crédité dans les réalisations de Pixar Tin Toy (1988) et Toy Story (1995).
En 2003, il co-fonde la société Tableau Software, spécialisée la visualisation de données.

## Récompenses
En 2019, il partage le Prix Turing avec Edwin Catmull.